# 1617 a tudományban
Az 1617. év a tudományban és a technikában.

## Publikációk
- John Napier publikálja a Rabdologiae című munkáját.

## Születések
- Ralph Cudworth - a Cambridge-i platonisták legkiemelkedőbb tagja (1688)

## Halálozások
- február 6. - Prospero Alpini, orvos és botanikus (* 1553)
- április 4. - John Napier matematikus, a logaritmus feltalálója (* 1550)
- május 7. - David Fabricius csillagász (* 1564)
- december 31. – Ludolph van Ceulen holland matematikus, a {\displaystyle Pi} értékének meghatározója (* 1550).